# Sint-Gabriël (Haastrecht)
Sint-Gabriël was een klooster met bijbehorende kerk van de paters passionisten in de plaats Haastrecht (gemeente Krimpenerwaard), in de Nederlandse provincie Zuid-Holland. De passionisten verlieten het klooster en de kerk eind 2022, na er een eeuw te hebben verbleven. Het klooster ligt aan de provinciale weg naar Oudewater, ongeveer ter hoogte van Hekendorp aan de andere zijde van de Hollandse IJssel.

## Klooster
Het klooster en de kapel zijn gebouwd in de jaren 1921 en 1922. Het klooster werd gewijd aan Gabriele dell' Adolorata (Gabriël van de Moeder van Smarten), die in 1920 heilig was verklaard. Het klooster diende voor de opleiding van missionarissen. Het klooster behoorde tot de congregatie van de passionisten en diende vanaf 1967 als bestuurlijk centrum van de congregatie.
De passionisten leggen naast de geloften van armoede, zuiverheid en gehoorzaamheid nog een vierde gelofte af, de herinnering aan het lijden (Memoria Passionis). Hieraan ontlenen zij hun naam, die verwijst naar het lijden van Christus en naar hun opdracht om aandacht te hebben voor het lijden van de mensen.

Achter het klooster aan de oever van de Hollandse IJssel bevindt zich een begraafplaats voor de paters en broeders. Een ijzeren hek geeft toegang tot de begraafplaats. In december 2022 heeft de communiteit van de Passionisten het Sint-Gabriëlklooster verlaten en is verhuisd naar Oudewater.

## Kerk
De bijbehorende Sint-Gabriëlkerk is ontworpen door de architect Joseph Franssen. De eerste steen werd gelegd op 15 maart 1928 door pater Stephanus Peeters, de toenmalige provinciaal overste van de passionisten in Nederland. In het kerkportaal is een herdenkingstegel ingemetseld. De kerk is bedoeld voor de lokale bevolking.

### Kunstwerken
Achter in de kerk staat een marmeren beeld van Gabriele dell' Adolorata. Ook staat hij afgebeeld op een gebrandschilderd ramen links boven het hoofdaltaar. Op de twee overige ramen staan de heiligen Paulus van het Kruis en Vincentius Strambi afgebeeld. De ramen zijn vervaardigd door de Haagse glazenier Alex Asperslagh.

Tegenover het beeld van Gabriele dell' Adolorata staat een beeld van Onze-Lieve-Vrouw van Smarten. De kerkruimte wordt van de hal gescheiden door een hek dat is vervaardigd door Smederij Frits Kramer uit Hekendorp.

De kruiswegstaties dateren uit de periode 1939-1942 en zijn geschilderd door Gerrit van Geffen uit Den Haag.

### Klokken
In de toren hangen drie klokken die zijn vernoemd naar de schenkers Trui, Kees en Piet. Deze klokken zijn in de Tweede Wereldoorlog gevorderd en omgesmolten voor de oorlogsindustrie. In 1946 en 1947 zijn er nieuwe klokken geplaatst. Deze zijn genoemd naar Paulus van het Kruis, Gabriele dell' Adolorata en Gemma Galgani.

### Orgel
Het kerkorgel is gemaakt door de firma Pereboom & Leijser en is in 1988 gerestaureerd. Het heeft acht registers en 432 pijpen. De langste pijp is 2,5 meter en de kleinste 1 centimeter lang. De toetsen hebben een mechanische verbinding met het blaasgedeelte.

## Afbeeldingen

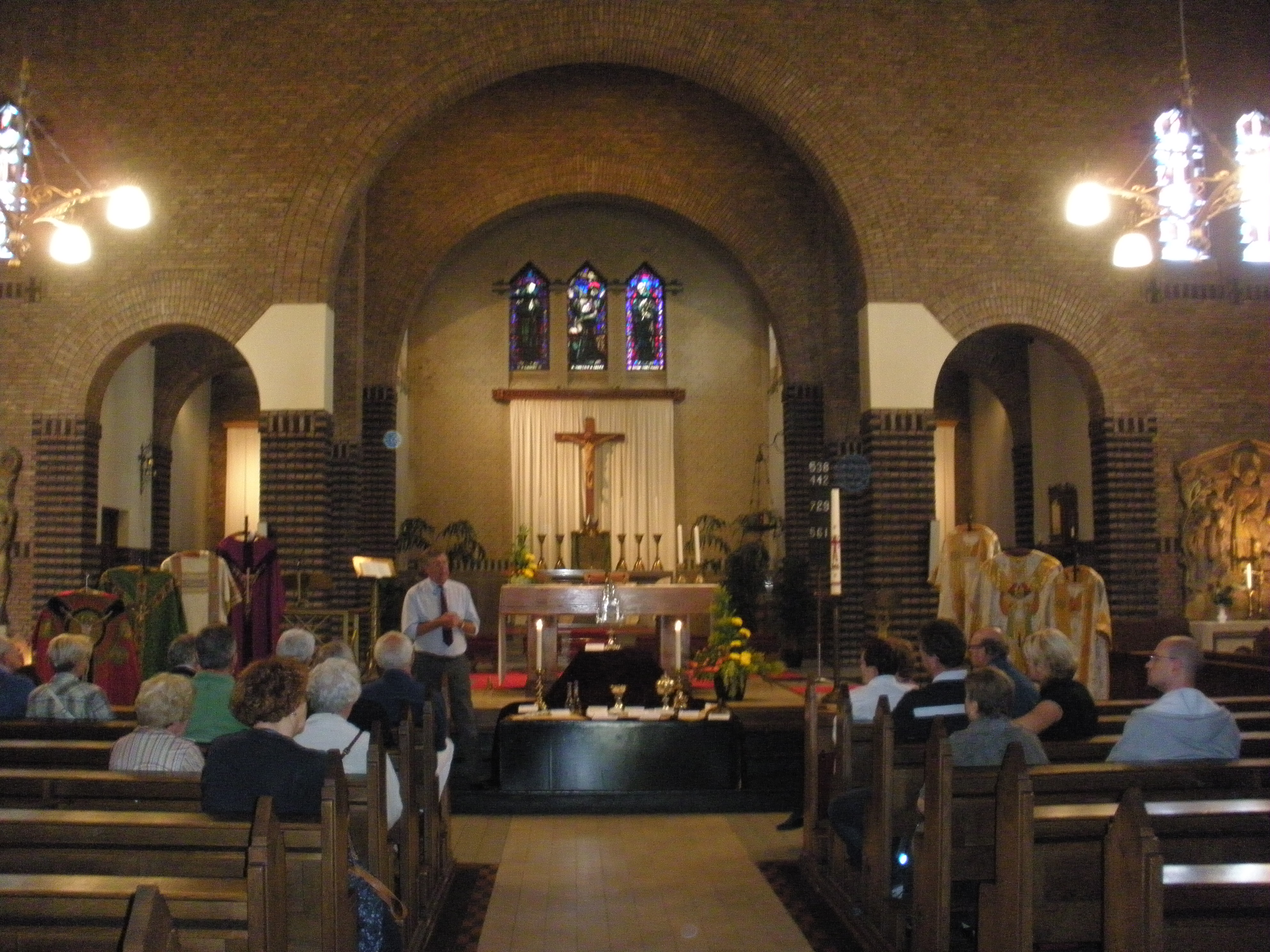
Kloosterkerk
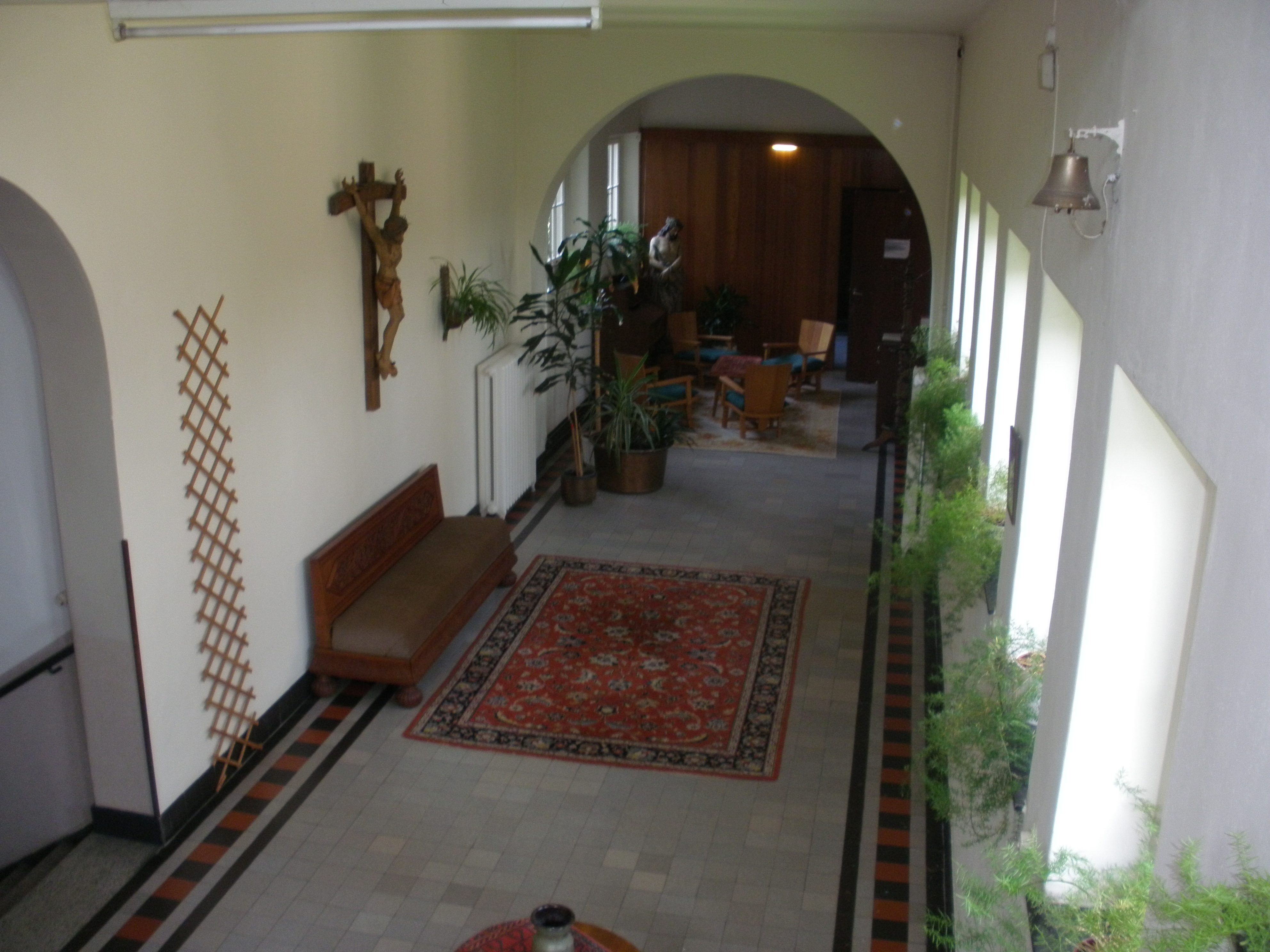
Kloostergang
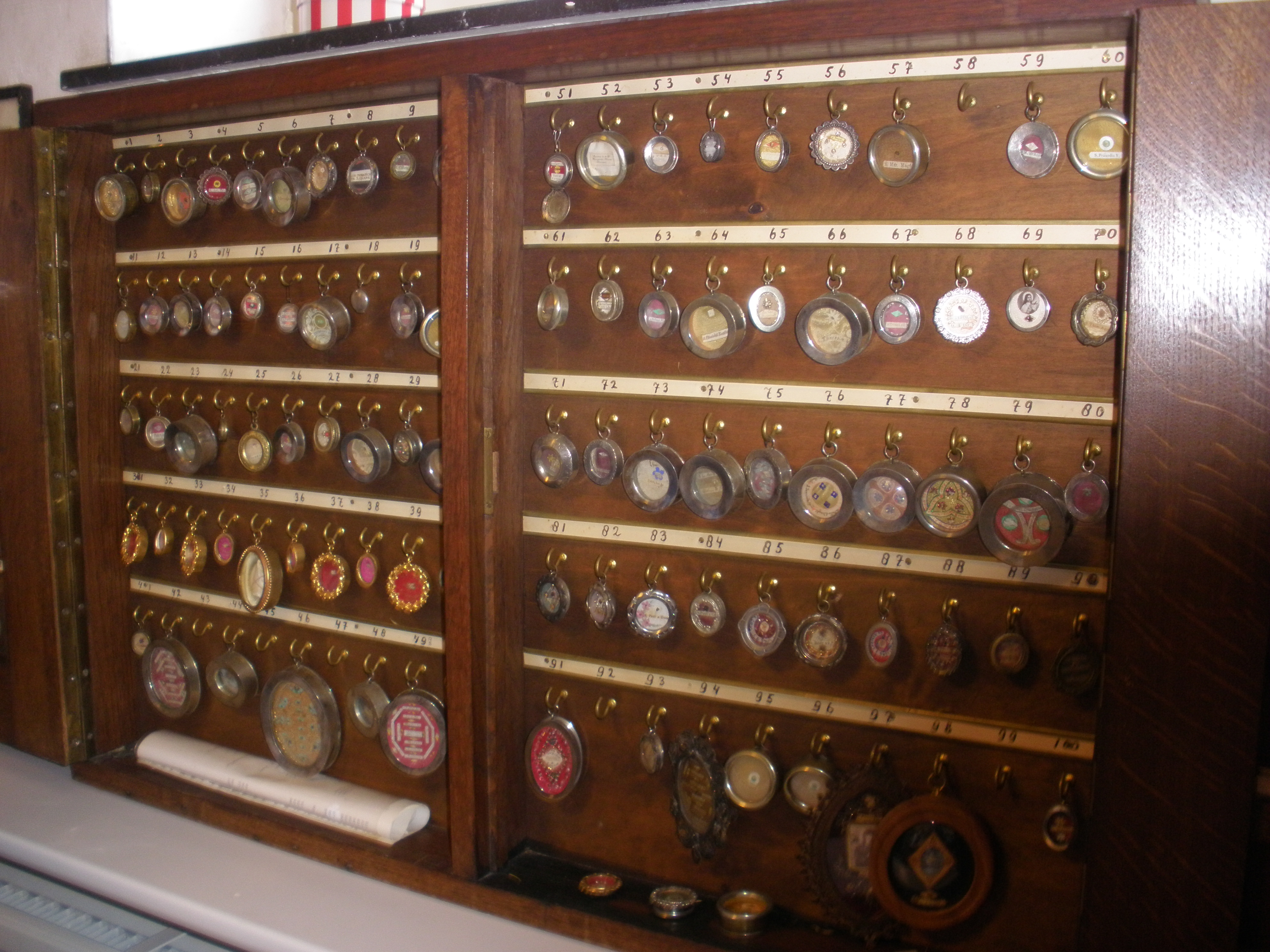
Kast met relikwieën
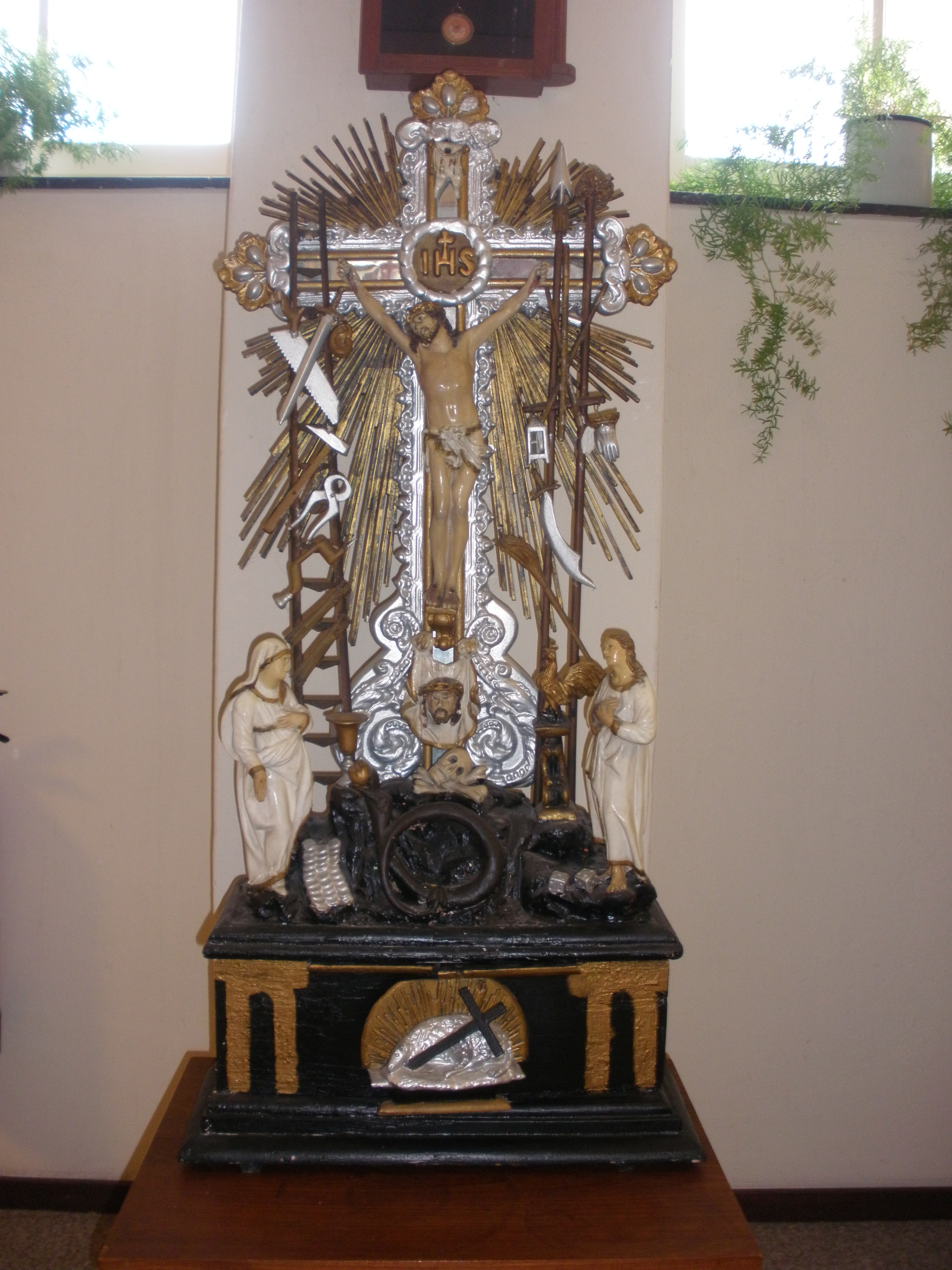
Kunstwerk met passiewerktuigen
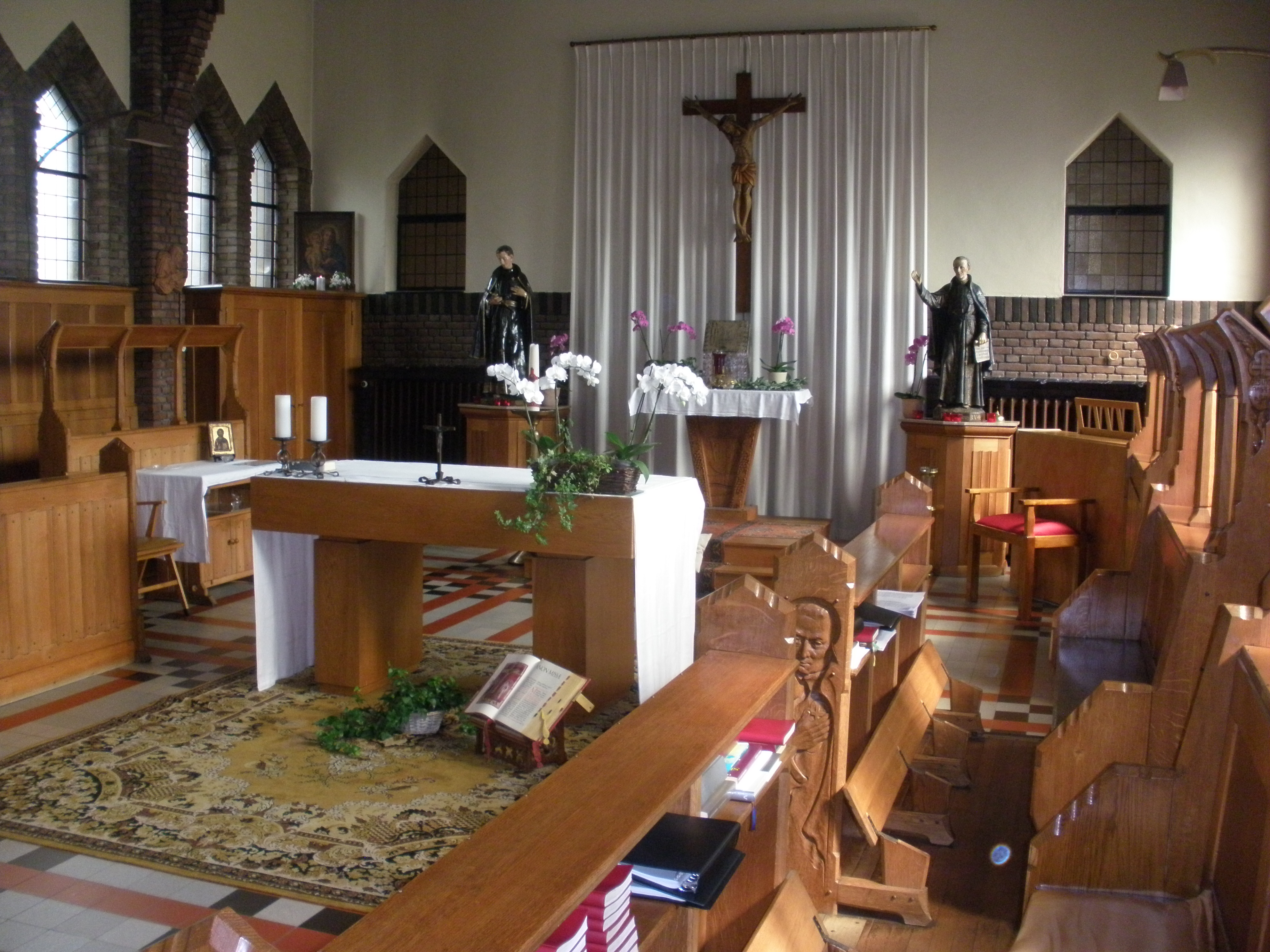
Kapel
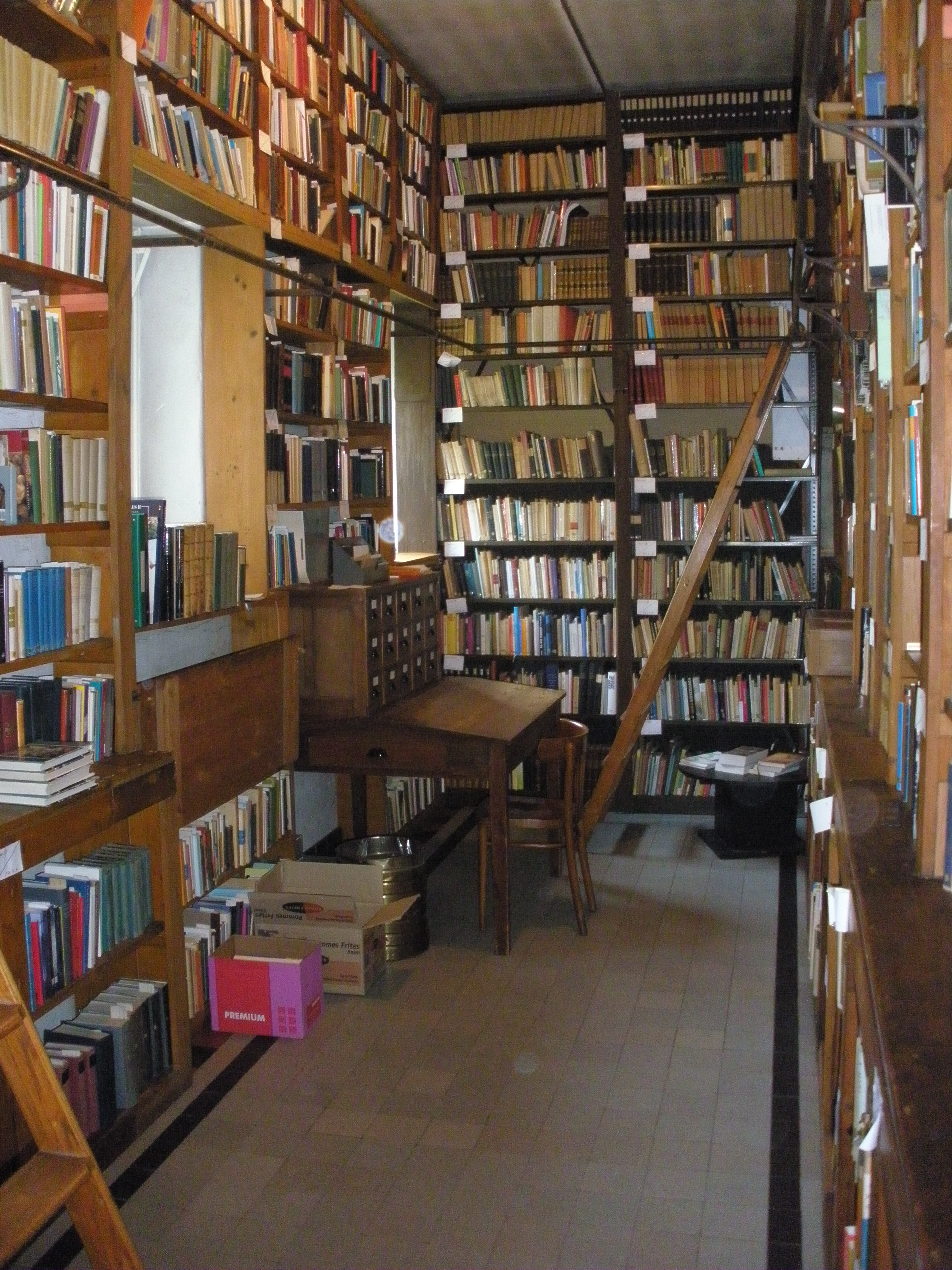
Bibliotheek
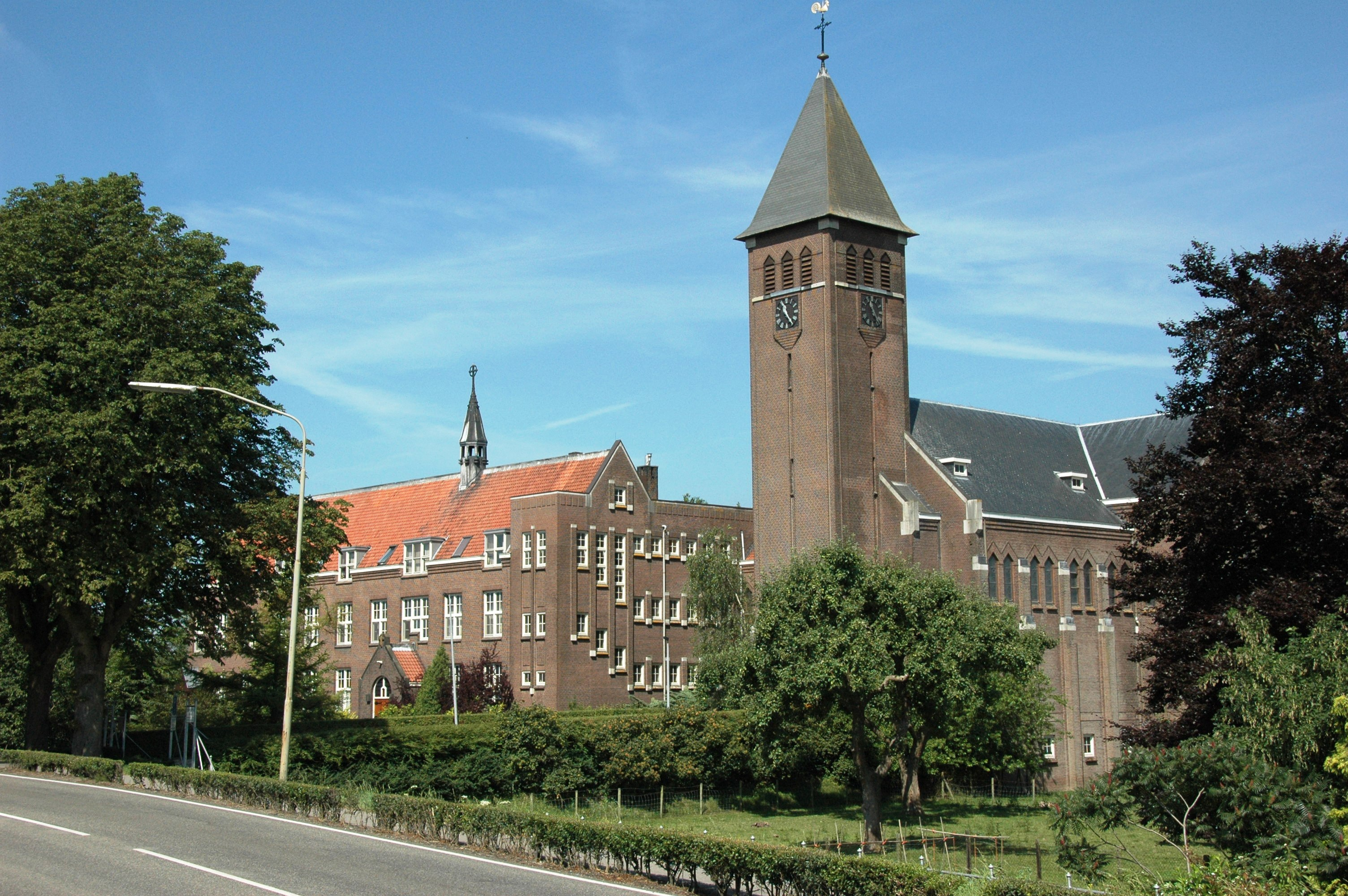
Gezien vanaf de N228
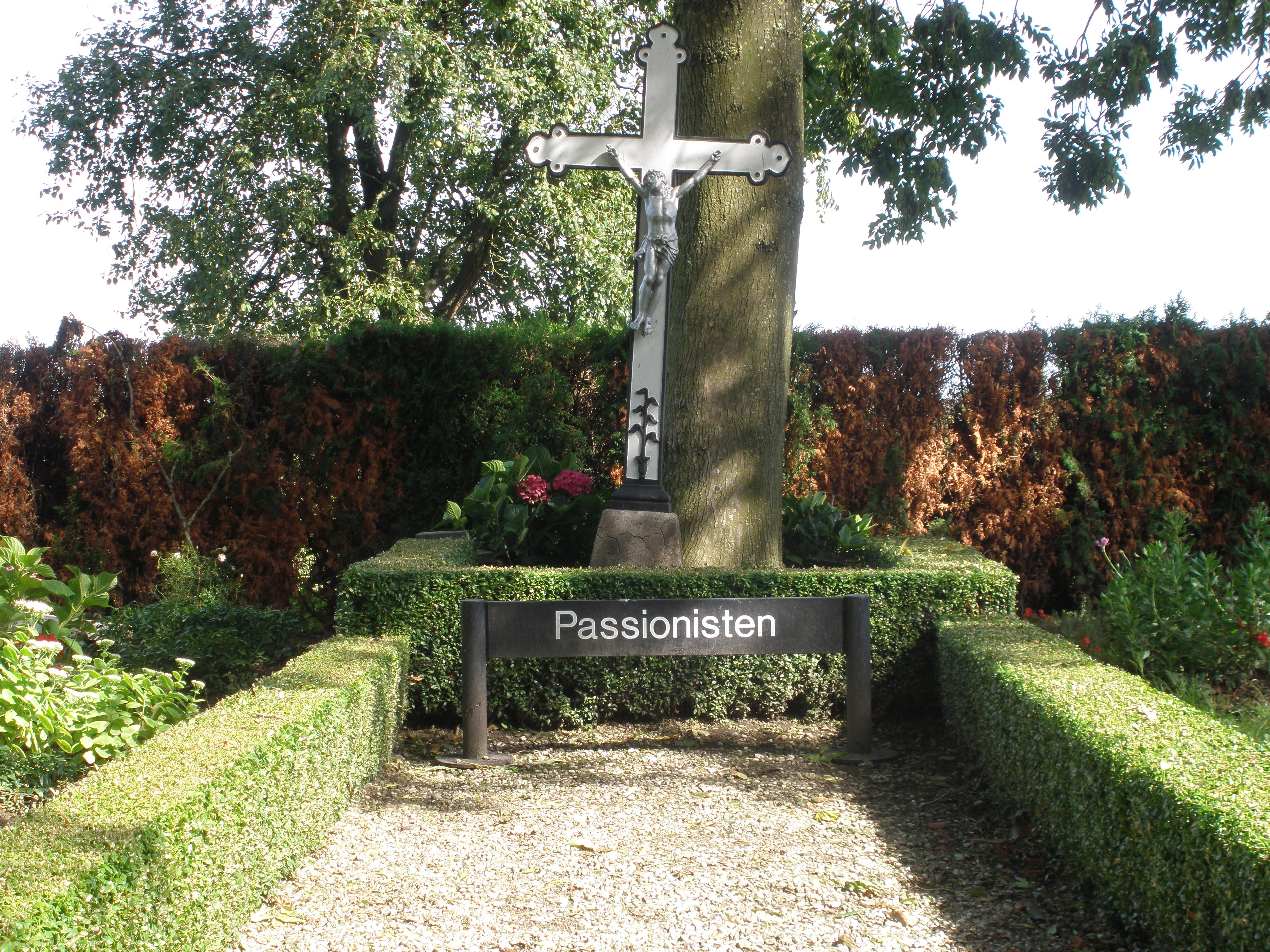
Begraafplaats voor de broeders